# Mimosa busseana
Mimosa busseana är en ärtväxtart som beskrevs av Hermann August Theodor Harms. Mimosa busseana ingår i släktet mimosor, och familjen ärtväxter. Inga underarter finns listade i Catalogue of Life.